# Кузнецов, Лев Михайлович
Лев Михайлович Кузнецов (25 июля 1928 год, Чёрмоз, Пермская область — 18 марта 2006 год) — советский и российский нефтяник, генеральный директор ПО «Саратовнефтегаз» и «Союзнефтегазпереработка».

## Биография
Родился в г. Чёрмоз Пензенской области.
Окончил Молотовский нефтяной техникум (г. Пермь) и Московский нефтяной институт имени И. М. Губкина (с красным дипломом), специальность — горный инженер по разработке нефтяных и газовых месторождений.
Работа:
- 1952—1957 объединение «Татнефть»: старший инженер отдела НПУ «Альметьевнефть», главный инженер конторы газового хозяйства.
- 1957—1959 главный инженер Миннибаевского ГПЗ,
- 1959—1964 в отделе нефтяной и химической промышленности Татарского обкома КПСС.
- 1964—1965 начальник треста «Татнефтегаз»,
- 1965—1967 начальник НГДУ «Альметьевнефть».
- 1967—1972 начальник ПО «Саратовнефтегаз»,
- 1972 −1975 начальник Главного управления по переработке нефтяного газа Миннефтепрома СССР.
- 1975—1978 генеральный директор ПО «Союзнефтегазпереработка».
- 1978—1988 зам. зав. отделом тяжелой промышленности ЦК КПСС.
- 1989—1990 председатель Научно-технического совета Миннефтепрома СССР,
- в 1990—1993 работал по контракту в Финляндии,
- 1993—1998 советник генерального директора ОАО «РИТЭК».

Работая зам. зав. отделом ЦК КПСС, курировал нефтегазовую отрасль. Внес большой вклад в успех нефтяников, достигших в 1988 году рекордной выработки — 624,3 млн тонн.

## Награды
Награждён тремя орденами Трудового Красного Знамени, орденами «Знак Почёта» и Дружбы народов, медалями.

## Память
- Кузнецову посвящена книга: Буксина, Ольга "Лев Кузнецов: «Я отвечаю за каждый прожитый день». Издательство: М.: Нефть и Газ Переплет: твердый; 256 страниц; 2007 г. Тираж 1000 экз. ISBN 5-7246-0410-8
- 5 августа 2008 года в Российском государственном университете нефти и газа имени И. М. Губкина состоялась юбилейная конференция, посвященная памяти Льва Кузнецова.